# Турано (водохранилище)
Тура́но (итал. Turano) — водохранилище в центральной части Италии, располагается на территории провинции Риети в Лацио. Водохранилище Турано образовано плотиной, построенной в 1936—38 годах, перегораживающей среднее течение одноимённой реки выше населённого пункта Постиччола. Относится к бассейну Тибра.
Турано находится на высоте 536 м над уровнем моря. Акватория водохранилища простирается в направлении юго-восток — северо-запад. Площадь — 5,58 км². Наибольшая глубина — 68 м. Объём — 163 млн м³. Площадь водосборного бассейна водохранилища равняется 475 км². Через 9-километровый подземный водопровод сообщается с соседним водохранилищем Сальто.